# La Moutade
La Moutade är en kommun i departementet Puy-de-Dôme i regionen Auvergne-Rhône-Alpes i centrala Frankrike. Kommunen ligger i kantonen Riom-Est som tillhör arrondissementet Riom. År 2018 hade La Moutade 533 invånare.

## Befolkningsutveckling
Antalet invånare i kommunen La Moutade
| Referens: INSEE |